# Багмати
Багмати е една от 7-те провинции на Непал. Кръстена е на река Багмати. Площта ѝ е 20 300 квадратни километра, а населението – 6 026 626 души (по проекция за юли 2016 г.). Багмати е разделена административно на 14 области. Намира се в часова зона UTC+5:45.